# لوان د لسپس
لوان د لسپس (انگلیسی: Luann de Lesseps؛ زادهٔ ۱۷ مهٔ ۱۹۶۵) پرستار، نویسنده، خواننده، و مدل (شخص) اهل ایالات متحده آمریکا است. وی از سال ۲۰۰۸ میلادی تاکنون مشغول فعالیت بوده‌است.